# Joerns-Thiem Motor Car Company
Joerns-Thiem Motor Car Company war ein US-amerikanischer Hersteller von Kraftfahrzeugen. Die Firmierung wird für Mai 1910 bestätigt.

## Geschichte
Edward A. Thiem hatte ab 1901 mit Thiem & Company Automobile hergestellt. 1910 gründete er zusammen mit dem Geldgeber Fred Joerns das Unternehmen. Der Sitz war in Saint Paul in Minnesota. Sie zogen in ein Werk, das vorher von der Brace Furniture Company benutzt wurde. Sie begannen mit der Produktion von Personenkraftwagen und Nutzfahrzeugen. Der Markenname lautete Joerns-Thiem. Im gleichen Jahr endete die Produktion. Insgesamt entstanden nur wenige Fahrzeuge.
Weitere Firmen von Joerns und Thiem waren Joerns-Thiem Motor Company, die von 1910 bis 1914/15 Motorräder der Marken Joerns und Thiem herstellte, und Joerns Motor Manufacturing Company für Motorräder der Marke Cyclone von 1913 bis 1917.

## Fahrzeuge
Gefertigt wurden kleine Runabouts und leichte Lieferwagen.